# Manu Trudel
Pour les articles homonymes, voir Trudel.
Manu Trudel est un auteur-compositeur et interprète québécois. Il se produit très souvent aux côtés de la chanteuse Fabiola Toupin.  

## Carrière musicale
Jean Lafrenière, propriétaire du café-bar littéraire Le Zénob, à Trois-Rivières, fait connaître l'artiste, le 24 novembre 1996, avec son premier show, L'inévitable Ronde. Fidèle à la mouvance qui s'est créée autour du Zénob, il est l'organisateur, en 2000, du premier Off du Festival international de la poésie. Il a écrit les paroles et la musique de la chanson Roland sur l'album C'est un monde de Fred Pellerin.
Manu Trudel réside à Trois-Rivières.
Plusieurs textes des poètes québécois Jean-Paul Daoust, Serge Mongrain, Madeleine Saint-Pierre, Yves Boisvert, Guy Marchamps, Jean Lafrenière et Michel Rivgauche sont mis en musique par Manu Trudel. 
Le quatrième album, intitulé Manu Trudel et les messieurs de monsieur Manu, sort le 14 mars 2013 au Studio-Théâtre de la Place des Arts à Montréal.